# Erskine Hawkins
Erskine Hawkins (Birmingham (Alabama), 26 juli 1914 - Willingboro (New Jersey), 11 november 1993) was een Amerikaans jazztrompettist en orkestleider.

## Biografie
Erskine Hawkins leerde trompet spelen nadat hij trombone en drum kon spelen, hij was toen 13 jaar oud. Toen hij een opleiding volgde aan de Alabama State Teachers College, werd Hawkins de bandleider van het lokale schoolorkest The Bama State Collegians. Eenmaal afgestudeerd in 1934 trok hij naar New York, de band werd herdoopt naar The Erskine Hawkins Orchestra. Het orkest begon met het opnemen van platen in 1936, tegen 1938 kende het orkest al enige successen. Het eerste formele optreden van Erskine Hawkins met zijn orkest was in 1938 toen de muziekband een opnamecontract won bij RCA Records.
Hawkins, die een grote bewondering koesterde voor jazzlegende Louis Armstrong, meldde zich afwezig tijdens een reisje naar New Jersey met de Bama State Collegians, zodat hij stiekem naar New York kon om daar op te treden. Tijdens zo een optreden verraste Louis Armstrong hem backstage van het Appolo Theatre met een gezamenlijk trompetconcert. Hawkins kende drie grote hits:
- Tuxedo Junction (1939) dat een populaire hit werd gedurende de Tweede Wereldoorlog
- After Hours
- Tippin In

Hij slaagde erin om de bigband samen te houden tot 1953. Hawkins' orkest was zo populair geworden dat hij een permanente rooster van muzikanten kon behouden, de meeste afkomstig uit Birmingham.
In de hoogtijdagen van de band, gedurende de jaren 1930-1940, begeleidde het orkest van Hawkins vocalisten als Della Reese, Ida James, en Dolores Brown.
Hawkins werd een van de meest invloedrijke voorbeelden voor de jonge rhythm and blues-pianist Ray Charles, en heeft de bijnaam gekregen van een 20e eeuw Gabriël te zijn.
Hawkins was een van de eerste vijf musici die een plaats verdiende in de Alabama Jazz Hall of Fame in 1978. In 1993 ontving hij de Pioneer Award van de Rhythm & Blues Association en in 1989 werd hij opgenomen in de Alabama Music Hall of Fame.